# 达州博物馆
达州博物馆（英語：Dazhou Museum）是一座位于四川省达州市的博物馆。

## 历史
2007年筹划建设，2011年建成开放，位于四川省达州市通川区永兴路2号，毗邻达州市政府。占地面积5,700平方米，总建筑面积9,261平方米，其中展厅面积6,493平方米，馆藏文物2,000余件，其中镇馆之宝包括洪荒摇钱树座、南宋太平兴国禅院鸿钟、汉代辟邪摇钱树座和数块上釉砖。

## 营业时间
- 周二至周日：上午九点至下午五点
- 周一闭馆